# Ana Malhoa
Ana Sofia Lopes Malhoa Moreira (São Sebastião da Pedreira, Lisboa, 6 de agosto de 1979) conocida simplemente como Ana Malhoa es una cantautora, conductora,  empresaria, productora y actriz portuguesa.
Comenzó su carrera actuando con su padre José Malhoa, un cantante popular portugués, en 1985. Con su padre, lanzó siete extended plays entre 1986 y 1995. A la edad de 15 años fue conductora del programa infantil Buéréré, lanzando álbumes que fueran certificados multiplatino. Se convirtió en una estrella del pop en los países de la Lusofonía y una figura prominente en la cultura popular portuguesa. En 2000, lanzó su primer álbum de estudio y desde entonces es la artista pop femenina con mayores ventas en Portugal, con más de 630 000 discos vendidas.

## Biografía
Ana Malhoa nació en Lisboa el 6 de agosto de 1979, hija del popular cantante José Malhoa y Angelina Lopes. Ella tiene cuatro medio hermanos de diferentes madres y dos hermanos de diferentes padres. Fue criada por su madrastra Rosa, que murió en 2012, a la edad de 73. Completó la educación secundaria como una estrella del pop. La madre biológica de Ana, Angelina Lopes, quedó embarazada de José Malhoa cuando él ya estaba casado con Rosa Malhoa. Tres meses después de dar a luz a Ana Malhoa, Angelina Lopes murió. A la edad de 12 años, Ana encontró un álbum de fotos de Angelina y descubrió que Rosa no era su madre biológica. En 2009, posó para la edición portuguesa de la revista Playboy.
Estuvo casada con su primer novio, Jorge Moreira (nacido en 1976) de 1998 hasta 2016. En 1999 dio a luz a India Malhoa.

## Discografía

### Álbumes de estudio
- Ana Malhoa (2000)
- Por Amor (2001)
- Eu (2003)
- Eu Sou Latina (2004)
- Nada Me Pára (2007)
- Exótica (2008)
- Sexy (2009)
- Caliente (2011)
- Azúcar (2013)
- Superlatina (2015)
- Futura (2016)

## Filmografía
| Año     | Título                   | Rol        | Notas                           |
| ------- | ------------------------ | ---------- | ------------------------------- |
| 1988-89 | O Grande Pagode          | Conductora |                                 |
| 1989    | Natal dos Hospitais 1989 | Conductora |                                 |
| 1994    | Parabéns (RTP)           | Ella misma | Episódio: "1º de enero de 1994" |
| 1994-98 | Buéréré                  | Conductora |                                 |
| 1995    | Big Show SIC             | Conductora |                                 |
| 1995-99 | Globos de Ouro           | Conductora |                                 |
| 2002    | Domingo Fantástico       | Conductora |                                 |
| 2008    | Luar                     | Ella misma | Episodio: "9 de mayo de 2008"   |
| 2008    | VIP Manicure             | Ella misma | Episodio: #4                    |
| 2013    | Destinos Cruzados        | Ella misma | Episodios: #12 y #13            |

Cine
- 2017: Malapata
- 2018: Bad Investigate